# Jonio Montiel
Adolfo Jonio Montiel Valentini (Catania, Italia, 19 de agosto de 1924 - Montevideo - 1986) fue un pintor y docente uruguayo de la corriente constructivista con gran participación en el Taller Torres García como discípulo y como maestro de muchos artistas.

## Biografía
Sus padres fueron el escritor Adolfo Montiel Ballesteros y Ofelia Valentini. Nació en Italia donde su padre cumplía funciones de Cónsul General de Uruguay en ese país. Estudió escultura con Alberto Savio de 1940 a 1942. Comenzó sus estudios de pintura en el Taller Torres García con los maestros Augusto y Horacio Torres entre 1944 y 1950 donde permaneció como maestro unos años más después de la muerte del Maestro.
Realizó viajes de estudio por varios países de América y Europa y fue nombrado Agregado Cultural en Lisboa (Portugal) entre 1952 y 1954.
Ejerció la docencia en la Escuela de Artes Aplicadas de la Universidad del Trabajo del Uruguay y de dibujo en la enseñanza secundaria en Uruguay.
Aparecen sus primeras obras escultóricas en la Revista Mundo Uruguayo.1938-40, estudia pintura y escultura en el Taller Paúl Cezanne, con Germán Cabrera y Carlos Prevosti.1940-1944, estudia escultura son el escultor y maestro Alberto Savio, con el cual sigue unido hasta su fallecimiento. Gran amigo y precursor del joven Montiel.1944-1949, fue discípulo dilecto del maestro Joaquín Torres García. Luego de la muerte de Don Joaquín, Montiel comienza a distanciarse del Taller homónimo del Maestro, por diferencias intelectuales, filosóficas y de consciencia social en cuanto al arte. 1945-1946, Concursa, gana y comienza su docencia en Secundaria, como sustento económico para poderse dedicar al arte y la pintura.1948-50, gana diversos concursos para murales en obras públicas y privadas. Unos serán realizados antes de su partida a Europa y otros posteriormente.
Uno de sus murales fue instalado en una escuela de educación primaria, actual Evaristo Ciganda.
En 2014, la Intendencia de Tacuarembó declaró como Monumento Histórico Nacional a 2 de sus murales, uno se encuentra ubicado en la pared externa de la Biblioteca y el otro en la entrada al centro del barrio Ferrocarril de esa ciudad.

## Premios y reconocimientos
- 1948- 2º Premio en el Concurso Nacional de Pinturas Murales (Uruguay).
- 1950- Dos Primeros y dos Segundos Premios en los Concursos Nacionales de Pintura Mural (Fresco), habiendo realizado los mismos en el Salón del Directorio del Palacio de la Luz en 1951.
- 1965- Premio Ilustración para el Libro Inédito en el XXIX Salón Nacional (Medalla de Plata).
- 1946- Premio Adquisición en el VII Salón Municipal (Uruguay).
- 1966- Premio al Grabado en el Salón Nacional (Uruguay).